# Juul Ellerman
Juul Ellerman (ur. 7 października 1965 w Dordrechcie) – piłkarz holenderski grający na pozycji prawego pomocnika lub napastnika. W reprezentacji Holandii rozegrał 5 meczów.

## Kariera klubowa
Karierę piłkarską Ellerman rozpoczął w klubie EBOH. W 1985 roku został zawodnikiem Sparty Rotterdam. 2 lutego 1986 roku zadebiutował w Eredivisie w wygranym 3:1 domowym meczu z Excelsiorem Rotterdam. 9 marca tamtego roku, w meczu z FC Groningen (1:1), strzelił swojego pierwszego ligowego gola. W Sparcie grał do końca sezonu 1985/1986.
W 1988 roku Ellerman przeszedł ze Sparty do PSV Eindhoven, w którym swój debiut zanotował 23 października 1988 w wygranym 2:0 wyjazdowym meczu ze Spartą i w debiucie zdobył gola. W zespole PSV spędził 6 lat. W tym okresie wywalczył trzy tytuły mistrza kraju w latach 1989, 1991, 1992, dwa Puchary Holandii w latach 1989 i 1990 oraz jeden Superpuchar Holandii w 1991 roku.
W 1994 roku Ellerman ponownie zmienił klub i został zawodnikiem FC Twente. W nim zadebiutował 31 sierpnia w meczu z Dordrechtem (2:2). W Twente występował do końca 1996 roku.
Na początku 1997 roku Ellerman podpisał kontrakt z NEC Nijmegen. Swoje pierwsze spotkanie w tym klubie rozegrał 15 lutego 1997 w meczu z Willem II Tilburg (1:3). Po 2,5 roku gry w NEC odszedł do drugoligowego Helmond Sport. W 2002 roku zakończył w jego barwach swoją karierę.
| Sezon   | Klub             | Kraj     | Rozgrywki      | Mecze | Bramki |
| ------- | ---------------- | -------- | -------------- | ----- | ------ |
| 1985/86 | Sparta Rotterdam | Holandia | Eredivisie     | 16    | 5      |
| 1986/87 | Sparta Rotterdam | Holandia | Eredivisie     | 25    | 7      |
| 1987/88 | Sparta Rotterdam | Holandia | Eredivisie     | 29    | 14     |
| 1988/89 | PSV Eindhoven    | Holandia | Eredivisie     | 21    | 11     |
| 1989/90 | PSV Eindhoven    | Holandia | Eredivisie     | 25    | 6      |
| 1990/91 | PSV Eindhoven    | Holandia | Eredivisie     | 29    | 16     |
| 1991/92 | PSV Eindhoven    | Holandia | Eredivisie     | 28    | 12     |
| 1992/93 | PSV Eindhoven    | Holandia | Eredivisie     | 23    | 8      |
| 1993/94 | PSV Eindhoven    | Holandia | Eredivisie     | 5     | 2      |
| 1994/95 | FC Twente        | Holandia | Eredivisie     | 10    | 1      |
| 1995/96 | FC Twente        | Holandia | Eredivisie     | 21    | 7      |
| 1996/97 | FC Twente        | Holandia | Eredivisie     | 3     | 0      |
| 1996/97 | NEC Nijmegen     | Holandia | Eredivisie     | 14    | 2      |
| 1997/98 | NEC Nijmegen     | Holandia | Eredivisie     | 22    | 2      |
| 1998/99 | NEC Nijmegen     | Holandia | Eredivisie     | 21    | 3      |
| 1999/00 | Helmond Sport    | Holandia | Eerste Divisie | 30    | 6      |
| 2000/01 | Helmond Sport    | Holandia | Eerste Divisie | 34    | 13     |
| 2001/02 | Helmond Sport    | Holandia | Eerste Divisie | 33    | 3      |

## Kariera reprezentacyjna
W reprezentacji Holandii Ellerman zadebiutował 4 stycznia 1989 roku w wygranym 2:0 towarzyskim spotkaniu z Izraelem, gdy w 46. minucie zmienił Geralda Vanenburga. Od 1989 do 1991 roku rozegrał w kadrze narodowej 5 meczów.
| Mecze i gole w reprezentacji | Mecze i gole w reprezentacji | Mecze i gole w reprezentacji | Mecze i gole w reprezentacji | Mecze i gole w reprezentacji | Mecze i gole w reprezentacji | Mecze i gole w reprezentacji |
| #                            | Data                         | Stadion                      | Rywal                        | Wynik                        | Gol                          | Rozgrywki                    |
| 1989                         | 1989                         | 1989                         | 1989                         | 1989                         | 1989                         | 1989                         |
| ---------------------------- | ---------------------------- | ---------------------------- | ---------------------------- | ---------------------------- | ---------------------------- | ---------------------------- |
| 1.                           | 04.01.1989                   | Ramat Gan, Izrael            | Izrael                       | 2:0                          | 0                            | towarzyski                   |
| 2.                           | 31.05.1989                   | Helsinki, Finlandia          | Finlandia                    | 1:0                          | 0                            | el. MŚ 1990                  |
| 3.                           | 15.11.1989                   | Rotterdam, Holandia          | Finlandia                    | 3:0                          | 0                            | el. MŚ 1990                  |
| 4.                           | 20.12.1989                   | Rotterdam, Holandia          | Brazylia                     | 0:1                          | 0                            | towarzyski                   |
| 1991                         |                              |                              |                              |                              |                              |                              |
| 5.                           | 11.09.1991                   | Eindhoven, Holandia          | Polska                       | 1:1                          | 0                            | towarzyski                   |